# ITÜ Spor Kulübü
O Istanbul Teknik Üniversitesi (ITÜ) Spor Kulübü, conhecido também apenas como ITÜspor, é um clube de multi-esportivo baseado em Istambul, Turquia, ligado à Istanbul Teknik Üniversitesi, que dentre várias modalidades como badmington, atletismo, râguebi, hóquei no gelo, etc. possui histórico destaque no basquetebol masculino onde conquistou cinco títulos nacionais e duas Copas da Turquia, porém hoje disputa a TB2L. Manda seus jogos no Centro Esportivo ITU Ayazaga com capacidade para 2.500 espectadores.

## Histórico de Temporadas
| Temporada | Nível | Liga | Pos. | J     | PL   | Resultado              |
| --------- | ----- | ---- | ---- | ----- | ---- | ---------------------- |
| 1992-93   | 1     | TBL  | 9    | 13-17 | 1-3  | Oitavas de finais      |
| 1993-94   | 1     | TBL  | 16   | 0-30  |      | Rebaixado              |
| 1994-95   | 2     | TB2L |      |       |      |                        |
| 1995-96   | 2     | TB2L | 7    |       |      | Promovido              |
| 1996-97   | 1     | TBL  | 14   | 9-21  |      |                        |
| 1997-98   | 1     | TBL  | 16   | 2-28  |      | Rebaixado              |
| 1998-99   | 2     | TB2L | 2    |       |      | Promovido              |
| 1999-00   | 1     | TBL  | 13   | 6-20  |      | Rebaixado              |
| 2000-01   | 2     | TB2L | 1    | 19-3  |      | Promovidocampeão       |
| 2001-02   | 1     | TBL  | 10   | 6-16  | 2-3  | Oitavas de finais      |
| 2002-03   | 1     | TBL  | 12   | 7-19  |      |                        |
| 2003-04   | 1     | TBL  | 9    | 11-15 | 2-3  | Oitavas de finais      |
| 2004-05   | 1     | TBL  | 12   | 8-18  |      |                        |
| 2005-06   | 1     | TBL  | 16   | 0-30  |      | Rebaixado              |
| 2006-07   | 2     | TB2L | 7    |       |      |                        |
| 2007-08   | 2     | TB2L | 3    | 14-6  | 12-8 | 4º colocado Final Four |
| 2008-09   | 2     | TB2L | 2    | 19-3  | 2-4  | 4º colocado Final Four |
| 2009-10   | 2     | TB2L | 4    | 13-9  | 0-2  | Oitavas de finais      |
| 2010-11   | 2     | TB2L | 12   | 3-19  |      | Rebaixado              |
| 2011-12   | 3     | TB3L | 1    | 10-0  |      |                        |
| 2012-13   | 3     | TB3L | 1    | 9-1   | 3-2  | Promovido finalista    |
| 2013-14   | 2     | TB2L | 11   | 16-18 |      |                        |
| 2014-15   | 2     | TB2L | 17   | 9-25  |      | Rebaixado              |
| 2015-16   | 3     | TB2L | 12   | 1-21  |      | Rebaixado              |
| 2016-17   | 4     | EBBL | 1    | 4-1   |      | Promovidocampeão       |
| 2017-18   | 3     | TB2L |      |       |      |                        |

- fonte:«eurobasket.com». basketball.eurobasket.com

### ITÜ Spor em competições internacionais
| Temporada | Nível | Liga                   | J   | Resultado                                         |
| --------- | ----- | ---------------------- | --- | ------------------------------------------------- |
| 1971-72   | 1     | FIBA Copa dos Campeões | 1-1 | Eliminado primeira rodada por UBSC Wien           |
| 1972-73   | 1     | FIBA Copa dos Campeões | 1-1 | Eliminado primeira rodada por UBSC Wien           |
| 1973-74   | 1     | FIBA Copa dos Campeões | 0-2 | Eliminado primeira rodada por Racing Antwerp      |
| 1977-78   | 3     | FIBA Copa Korać        | 0-2 | Desistiu da competição, dando a vaga para o Bosna |
| 1983-84   | 3     | FIBA Copa Korać        | 0-2 | Desistiu da competição, dando a vaga para o Tours |
| 1984-85   | 3     | FIBA Copa Korać        | 1-1 | Eliminado primeira rodada por Akademik Varna      |

### Títulos
Ligas turcas
- Campeão (5):1968, 1970, 1971, 1972, 1973
- Finalista (1): 1968-69

Copa da Turquia
- Campeão (2):1969, 1971

Segunda divisão
- Campeão (1):2000-01

Terceira divisão
- Finalista (1):2012-13

Quarta divisão
- Campeão (1):2016-17